# Orthocyclina
Orthocyclina es un género de foraminífero bentónico considerado un sinónimo posterior de Asterocyclina de la familia Asterocyclinidae, de la superfamilia Nummulitoidea, del suborden Rotaliina y del orden Rotaliida. Su especie tipo era Orthocyclina soeroeanensis. Su rango cronoestratigráfico abarcaba desde el Selandiense (Paleoceno medio) hasta el Priaboniense (Eoceno superior).

## Clasificación
Orthocyclina incluía a las siguientes especies:
- Orthocyclina moluccana †
- Orthocyclina soeroeanensis †, aceptado como Asterocyclina taramellii